# Шики (Псковська область)
Шики (рос. Шики) — присілок в Островському районі Псковської області Російської Федерації.
Населення становить 201 особу. Входить до складу муніципального утворення Воронцовська волость.

## Історія
Від 2015 року входить до складу муніципального утворення Воронцовська волость.

## Населення
| 2001 | 2002 | 2010 |
| ---- | ---- | ---- |
| 252  | ↘213 | ↘201 |